# Nagy Sándor (labdarúgó, 1972)
Nagy Sándor (Barót, 1972. szeptember 26. –) visszavonult magyar labdarúgó, labdarúgóedző, jelenleg (2025) az ACS Sepsi OSK Sepsiszentgyörgy 2. csapatának vezetőedzője.
Gyerekkorát a szülővárosa melletti Köpecen töltötte, iskoláit Baróton és Sepsiszentgyörgyön végezte. Az 1989-es romániai forradalom után szüleivel Magyarországra költözött és a budapesti MTK csapatában kapott helyet, először az utánpótlás csapatában, ahonnan hamar felverekedte magát az akkor NB1-ben szereplő csapatba.